# Дроговле
Дроґовле (пол. Drogowle) — село в Польщі, у гміні Ракув Келецького повіту Свентокшиського воєводства.
Населення — 123 особи (2011).
У 1975—1998 роках село належало до Келецького воєводства.

## Демографія
Демографічна структура на день 31 березня 2011 року:
|          | Загалом | Допрацездатний вік | Працездатний вік | Постпрацездатний вік |
| -------- | ------- | ------------------ | ---------------- | -------------------- |
| Чоловіки | 70      | 17                 | 44               | 9                    |
| Жінки    | 53      | 6                  | 30               | 17                   |
| Разом    | 123     | 23                 | 74               | 26                   |